# Коллективизация в Чехословакии
Коллективизация в Чехословакии — политика преобразования индивидуального частного сельского хозяйства в коллективное сельское хозяйство, инициированная и проводимая Коммунистической партией Чехословакии (KSČ) в соответствии с политической теорией и практикой сталинизма. Основная фаза экспроприации сельскохозяйственного производства и его консолидации в контролируемые партией кооперативы и государственные предприятия пришлась на 1948–1960 годы, хотя этот процесс продолжался вплоть до 1989 года.

## Состояние сельского хозяйства до коллективизации

### Земельная реформа 1919 года
Несмотря на то, что во время революционных событий 1848 года в Австрийской империи произошла отмена подданства, аристократия, дворянство и церковь продолжили владеть землёй. Декабрьская конституция 1867 года провозгласила равенство всех граждан, однако отмена аристократических титулов и привилегий произошла лишь только после распада Австро-Венгерской монархии и создания Чехословацкой республики. В это же время начали создаваться правовые акты, которые должны были положить конец дворянским поместьям и перераспределить землю. Первым шагом на пути к земельной реформе стал закон об изъятии крупных поместий от ноября 1918 года. Сама же земельная реформа была объявлена в апреле 1919 года: вся земельная собственность, превышающая 150 гектаров сельскохозяйственных угодий, подлежала национализации, а изъятые таким образом земли должны были быть переданы или сданы в аренду мелким фермерам или безземельным крестьянам, а распределение земли регулировалось специальным законом: желающие могли получить до 15 га.
Однако из-за неясных дипломатических отношений с Святым Престолом земельная реформа оказала незначительное влияние на церковные земли в ходе ее реализации, а из-за коррупции многие другие крупные поместья также избежали экспроприации под разными предлогами. Одна из правящих партий, а именно аграрная, приобрела большую популярность благодаря своему управлению процессом распределения земли. Также наблюдался бум сельскохозяйственных кооперативов, которые организовывали взаимопомощь среди своих членов (предоставление кредитов, организация сбыта сельскохозяйственной продукции, предоставление техники). Несмотря на многочисленные недостатки, земельная реформа сумела снизить социальную напряженность в деревне и в то же время создать зажиточный класс крестьян, которые в большинстве своем смогли успешно справиться с Великой депрессией — в отличие от многих мелких крестьян, разорившихся в результате кризиса.
В период немецкой оккупации во время Второй мировой войны на территории между Влтавой и Сазавой с размером 441 км² и населением 30 тысяч человек, проходил процесс выселения местного населения, предпринимались также попытки передать земли Германии и была введена повинность для крестьян на поставки продовольствия властям, но никаких других принципиальных изменений в сельском хозяйстве более не произошло.

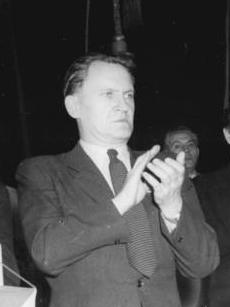
Министр сельского хозяйства Юлиус Дюриш

### Сельское хозяйство после войны
Аграрная партия, довоенная опора крестьян, была запрещена Кошицкой правительственной программой от 5 апреля 1945 года, вместе с остальными правыми партиями, что сместило политический баланс восстановленной Чехословакии влево и ослабило политическое влияние крестьянства. Вскоре после войны были изданы декреты президента Бенеша в результате которых немцы были выселены из Чехословакии, а их имущество конфисковано. Кроме того, более 2 миллионов гектаров земли ещё осталось распределить в результате земельной реформы Первой республики. После войны Национальный земельный фонд при Министерстве сельского хозяйства распределял земли площадью до 13 гектаров на человека. Благодаря тому, что министром сельского хозяйства был член Коммунистической партии Чехословакии Юлиус Дюриш, коммунистам удалось завоевать популярность среди крестьянства.
Коммунисты тактически скрывали свои будущие планы коллективизации в тайне, поскольку крестьяне вряд ли приветствовали бы национализацию всей своей земли и передачу её в общественную собственность. Одновременно с этим, коммунисты выступали с заявлениями, в котором утверждали, что в Чехословакии не будут создаваться колхозы советского образца. После успеха коммунистов на парламентских выборах 1946 года, те заняли ключевые министерства сельского хозяйства, внутренних дел и обороны. После этого министр сельского хозяйства Дюриш разработал проект из шести законов (получившая название «Градецкая программа»), который предлагал окончательное решение земельного вопроса, новые отводы земель из земельного фонда, распределение сельскохозяйственной техники и выгодную консолидацию земель. Подобные предложения получили широкую поддержку крестьян. Дополнительную поддержку коммунисты получили за счёт поставок зерна из СССР во время неурожая 1947 года.

### После коммунистического переворота
Вскоре после февральского коммунистического переворота Национальное собрание одобрило так называемые «Законы Дюриша». Среди них были: ссуды фермерам на покупку техники, пересмотр земельной реформы, усложнение передачи права собственности на землю, установление принципа «земля принадлежит тем, кто её обрабатывает», ограничение права собственности на землю 50 га и регулирование перераспределения земли, консолидация земель, установление сельскохозяйственного налога. Новая, принятая в мае конституция, хоть и разрешала частную собственность на землю только площадью до 50 гектаров, она также гарантировала право собственности на землю площадью до 50 гектаров. Кроме того, провозглашался принцип неприкосновенности личной собственности. Поскольку эти законы были выгодны практически всем классам крестьян, коммунистам удалось сохранить широкую поддержку среди фермеров в течение нескольких месяцев после переворота. Однако, это был лишь манёвр перед началом процесса коллективизации. Новые принятые законы очень благоприятствовали недавно созданным коллективистским Единым сельскохозяйственным кооперативам (чеш. Jednotná zemědělská družstva, JZD, словац. Jednotná rolnická družstva). Новые кооперативы имели мало общего с кооперативами времён Первой республики, целью которых была поддержка частного фермерства. Целью JZD было создание системы коллективного сельского хозяйства и ликвидация частного фермерства.

## Начало коллективизации

### Давление из Москвы
Ещё до того, как Коммунистическая партия Чехословакии смогла более подробно разработать свою будущую аграрную политику, в июне 1948 года, состоялось совещание Коминформа, на котором были осуждены независимые действия Югославии и её пренебрежение «советскими познаниями». Центральный Комитет КПЧ принял эту позицию и заявил, что не потерпит никаких отклонений от советской модели коллективизации. Это означало сдвиг в сторону фундаментального сталинизма, который игнорировал реальные экономические потребности и специфику отдельных стран, а также развязывание подстрекательской пропаганды, направленной на разжигание классовой борьбы в деревне. Применяя марксизм к сельскому хозяйству, коммунисты противопоставляли «эксплуатируемых безземельных и бедных крестьян» «капиталистическим крестьянам». Однако термин «зажиточного крестьянина» (чеш. sedlák) стал тесно ассоциироваться с положительным образом почтенного земледельца, и поэтому в официальной терминологии со временем утвердились термины «деревенский богач» (чеш. vesnický boháč) и «кулак» (kulak) — синонимичный термин, заимствованный из русского языка. Оба термина были весьма расплывчатыми, не было ясно, определялись ли они площадью земли (землевладелец более 20 га), уровнем эксплуатации или каким-либо другим аспектом. Данная неопределенность давала коммунистам простор для произвола и прагматизма.

### Псевдо законное начало (1948—1950)
Для принятия мер против частных фермеров, коммунисты использовали как уже существующие законы, которые зачастую весьма радикально толковали, так и совершенно новые законы. Они очень часто опирались на закон 1947 года, который устанавливал обязанность надлежащим образом обрабатывать все земли в соответствии с сельскохозяйственным планом, который налагал санкции за пренебрежение сельскохозяйственным производством и позволял местным национальным комитетам (МНК) и районным национальным комитетам (РНК) принимать решения о неиспользуемых средствах производства. Новый режим теперь особенно подчеркивал репрессивный аспект этого закона. Нарушение закона о чёрном рынке стало считаться преступлением в соответствии с законом о защите народно-демократической республики. Сельскохозяйственные законы, принятые в марте 1948 года, получили широкую поддержку среди крестьян, однако реализация этих законов обернулась против многих из них. В ходе консолидации земель «кулаки» в обмен на хорошие земли получали менее обработанные и менее плодоносные земли на окраинах кадастровых единиц. Чиновники также исключили частных фермеров из распределения техники и отстранили их от должностей в национальных комитетах и организациях по интересам.
Более эффективное наказание за выражение несогласия с действиями нового режима было обеспечено путём созданием министерства национальной безопасности (МНБ) и принятием нового уголовного, судебного и административного кодексов. Согласно этим законам, наказания в виде лишения свободы могли назначаться не только судами, но и уголовными комиссиями при региональных национальных комитетах (КНК) и районных национальных комитетах (ОНК). К ним относились, к примеру, наказания в исправительно-трудовых лагерях. В 1950-х годах большинство должностей прокуроров также занимали так называемые «пролетарские прокуроры», прошедшие годичный ускоренный курс и имевшие тесные связи с КПЧ. Правосудие постепенно стало послушным орудием коммунистического режима. В 1950-е годы число судебных процессов над «кулаками» резко возросло, однако репрессии очень часто затрагивали и мелких фермеров. Стратегия КПЧ была проста: создать условия (например, путём принудительной продажи сельскохозяйственной техники), в которых частный фермер не мог бы конкурировать, а затем показательно наказать их. Такие наказания (обычно за невыполнение обязательств по сдаче продовольствия) бы напугали других крестьян и заставили бы их «добровольно» вступать в единые сельскохозяйственные кооперативы.

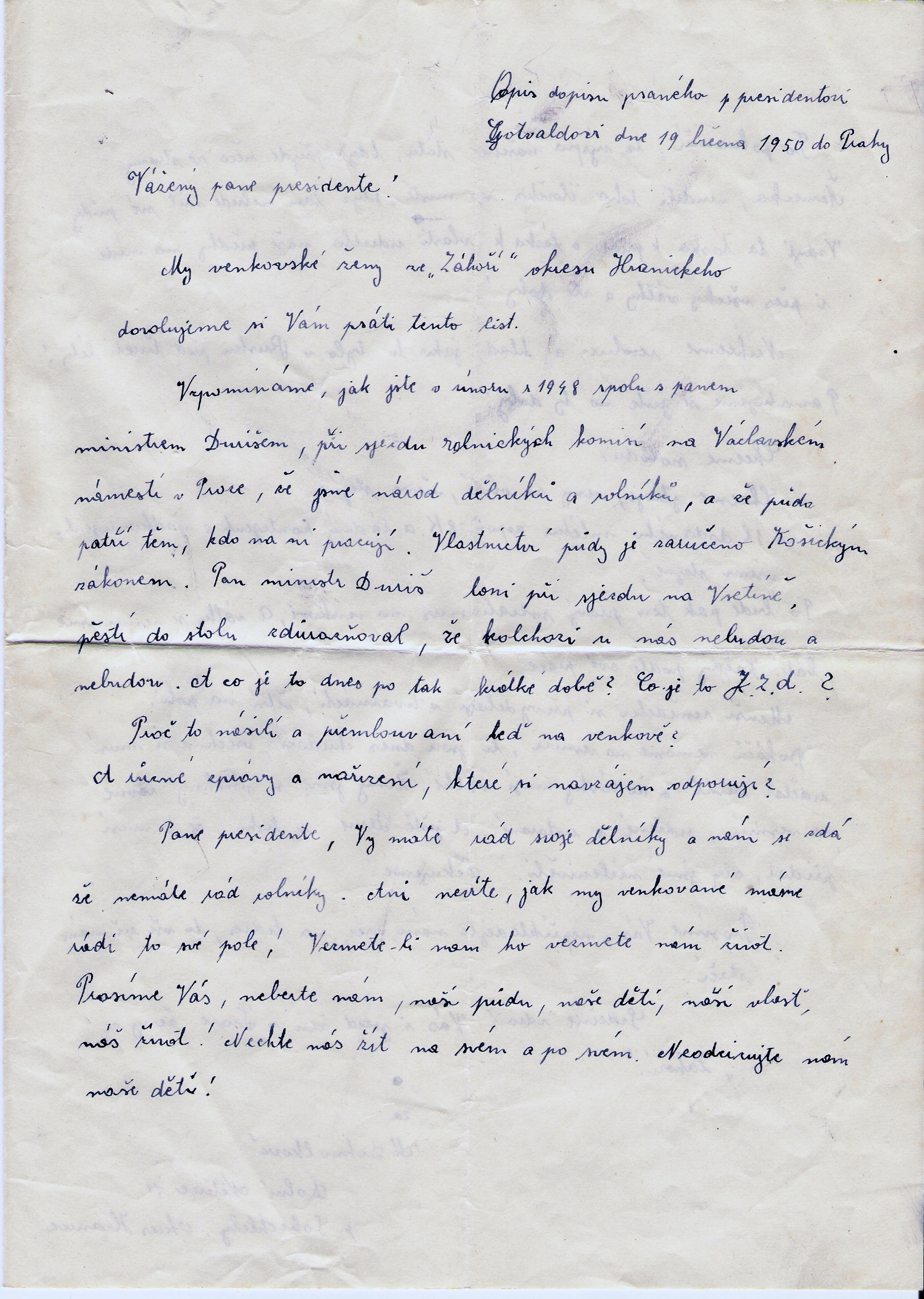
Письмо женщин из Загорья президенту Клементу Готвальду с протестом против насильственной коллективизации (стр. 1)
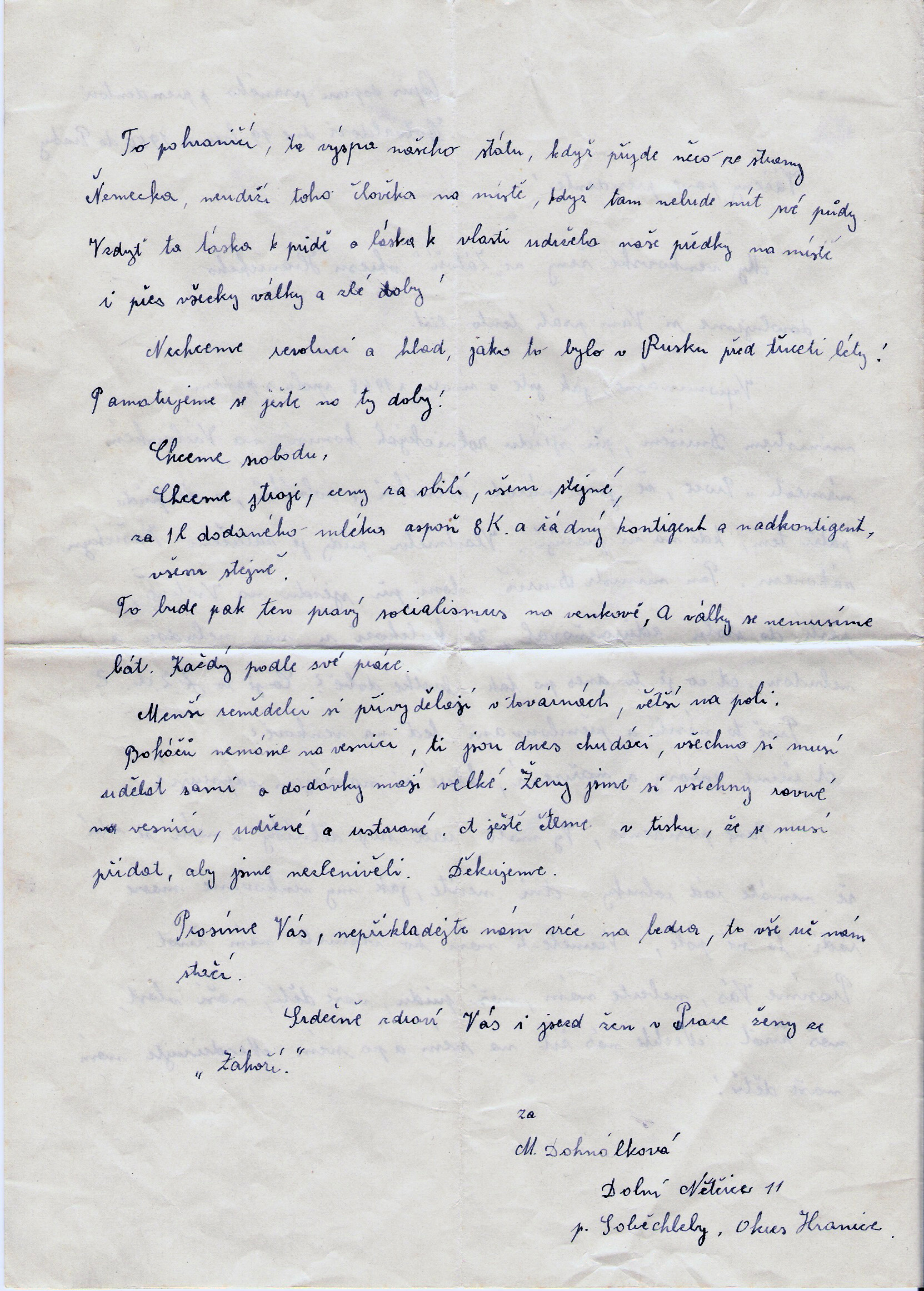
Письмо женщин из Загорья (стр. 2)
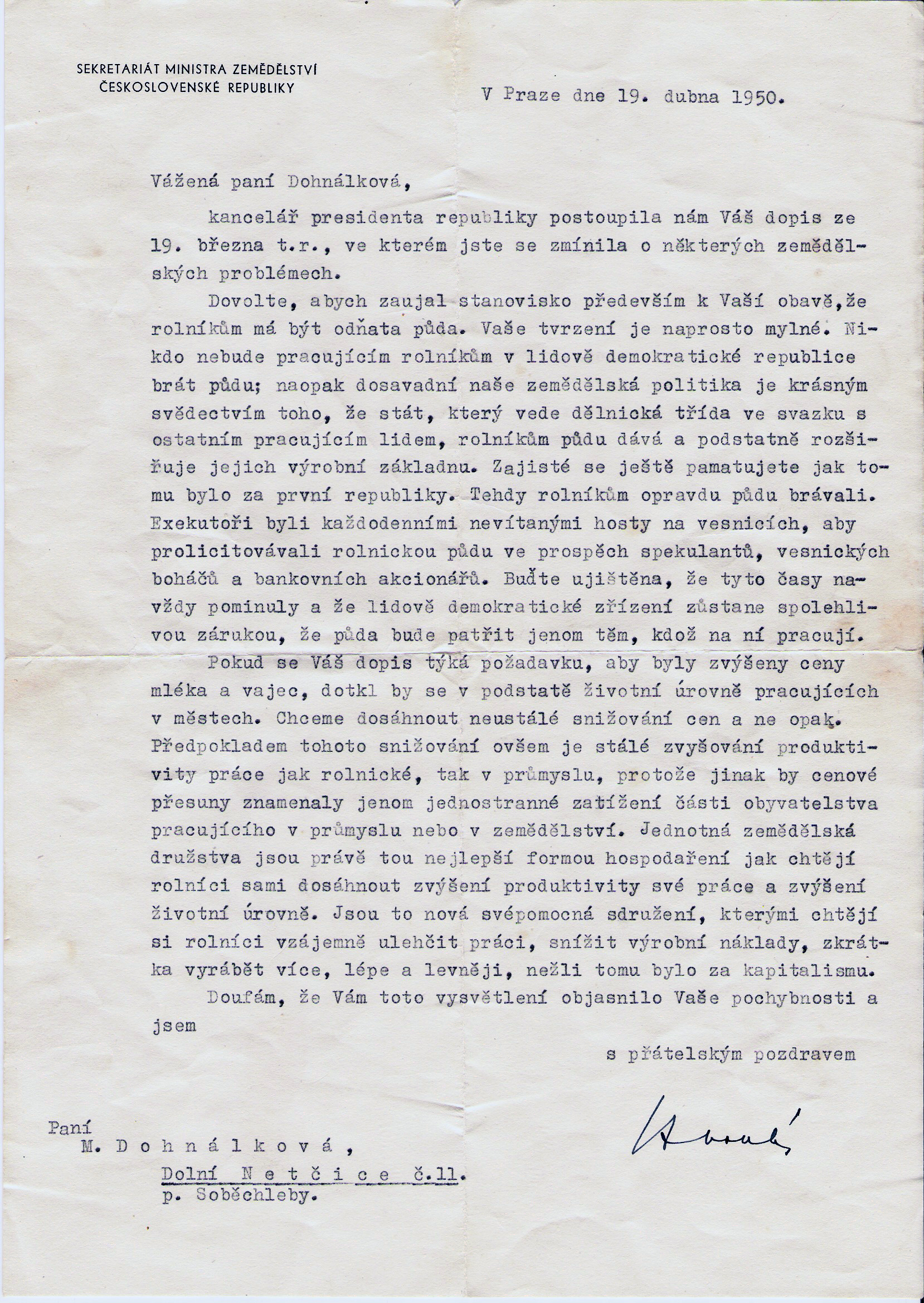
Ответ Министерства сельского хозяйства на письмо женщин из Загорья

### Активное раскулачивание (весна 1951)
Главным препятствием на пути создания и процветания единых сельскохозяйственных кооперативов, по мнению коммунистических функционеров, были «кулаки», которые «не могли избавиться от своих эксплуататорских привычек», и поэтому их все чаще исключали из колхозов. Таким образом, частные фермеры оказались в безвыходном положении: государство отобрало у них сельскохозяйственную технику, тем самым требовало от них вступления в сельскохозяйственные кооперативы, если они хотели продолжать поставлять сельхозпродукцию и таким образом избегать наказания. Однако теперь же сельскохозяйственные кооперативы отказались их к себе принимать. Коммунисты также искали сторонников «медленного раскулачивания» внутри своих собственных рядов: Густав Гусак и Мария Швермова были арестованы в 1951 году и осуждены в 1954 году. Среди многочисленных обвинений в заговорах, было и обвинение в примирительном отношении к «кулакам». Однако министр сельского хозяйства Юлиус Дюриш посчитал действовавшие меры недостаточными и выступил за ужесточение репрессий: крестьянам больше не полагалось выплачивать компенсацию за отобранную технику, а «кулакам» (в их число уже входили владельцы хозяйств площадью менее 20 гектаров) запрещалось продавать землю, чтобы они не могли сбежать из «класса кулаков». Первое требование было утверждено ЦК КПЧ 4 мая 1951 года, когда даже владелец 8–20 гектаров земли (дифференцированной по качеству земли) мог считаться «кулаком»,  второе требование было оформлено законом в июле 1951 года.
ЦК КПЧ  также одобрил ужесточение наказаний: крестьяне должны были наказываться не только штрафами, но и полной конфискацией имущества и тюремным заключением. «Класс кулаков» подлежал полной ликвидации, «деревенские богачи» подлежали переселению и использованию на работах в шахтах, каменоломнях, на стройках или в государственных хозяйствах. В большинстве случаев частные фермеры привлекались к уголовной ответственности в порядке административного судопроизводства. Всего с августа 1950 года по март 1951 года таким образом было наказано 48 485 крестьян, что составило 39% от общего числа наказанных граждан. Хотя пропаганда и провозглашала борьбу с «деревенскими богатеями», 82% осуждённых крестьян владели землей площадью не более 20 гектаров и только 18% попадали в категорию «кулаков» по старому определению. Уголовное преследование по-прежнему осуществлялось только в случае серьезных дел: суды наказывали людей на сфабрикованных процессах, в основном за вымышленную антигосударственную или террористическую деятельность, а выносимые приговоры включали смертную казнь. Крестьяне, владевшие более 20 гектарами земли, в первой трети 1951 года снова составляли меньшинство (14%); большинство из 389 осужденных были мелкими и средними фермерами.
Однако наказанию подвергались не только сами крестьяне, но и их дети, которым государственные органы не позволяли учиться в профессиональных училищах. Кроме того, писатели, писавшие на крестьянские или религиозные темы (Бедржих Фучик, Зденек Калиста, Йозеф Костогрыз, Франтишек Кржелина, Ян Заградничек и другие), были арестованы и осуждены судами в ходе судебных процессов над так называемым «Зелёным интернационалом». Повышению активности судов способствовало и Министерство юстиции (министр Штефан Райс и его заместитель Карел Клос), которое поручило прокурорам и судьям чаще вводить запрет на пребывание по месту прежнего жительства, что коснется не только самого фермера, но и всей его семьи. Райс совместно с министром национальной безопасности Ладиславом Копршивой и министром внутренних дел Вацлавом Носеком начал подготовку более масштабной акции против крестьян. 25 июня 1951 года, был издан совместный «Указ трёх министров о мерах против саботажников поставок мяса населению», согласно которому органы государственной безопасности и общественной безопасности должны были сосредоточиться в первую очередь на «деревенских богачах», чтобы устранить неравенство между осуждёнными мелкими фермерами и крестьянами. Корпус национальной безопасности в ходе операции под кодовым названием операция «Мясо» должен был сосредоточиться на проверке автомобилей, чтобы выяснить, перевозят ли они товары на черный рынок, и на сборе информации о «кулаках». Эти действия произошли в то время, когда негативные экономические последствия коллективизации, «подавления кулачества» и однобокой ориентации на оружейное и тяжёлое производство становились все более очевидными. Однако чиновникам с помощью пропаганды удалось умело направить растущее недовольство населения против «деревенских богатеев», которые якобы преднамеренно саботировали продовольственный рынок. Поэтому в начале лета 1951 года не только органы безопасности, суды, но и общественность были готовы к широкомасштабной «антикулацкой» кампании.

### Дело из Бабице и другие процессы (лето 1951)
Поводом для начала акции против крестьян послужило убийство трёх должностных лиц местного национального комитета в населённом пункте Бабице (недалеко от Тршебича) 2 июля 1951 года. Хотя в отношении этого происшествия существует много неопределенности, для развития коллективизации в Чехословакии данное событие было важным, поскольку коммунисты сумели извлечь максимальную выгоду из произошедших убийств. Это дело стало поводом для проведения массовых арестов, запугивания и эскалации кампании ненависти против противников коллективизации. Через десять дней после убийства в Йиглаве начался трёхдневный судебный процесс по тщательно продуманному сценарию, утверждённому министром юстиции Раисом. 1 августа Верховный суд отклонил апелляции осуждённых, на следующий день президент отклонил прошения о помиловании, а 3 августа, через месяц после событий в Бабице, были приведены в исполнение семь смертных приговоров. Ещё семь человек были приговорены к пожизненному или длительному тюремному заключению. Всё имущество осуждённых было конфисковано, а их семьи переселены. Эти приговоры в последствии были отменены Верховным судом Чешской Республики в 1996 году.
Вскоре последовали и другие сфабрикованные судебные процессы, на этот раз направленные в основном против частных фермеров, а не мелких крестьян, целью которых было лишь запугать их и заставить вступить в колхоз. Каждый район стремился провести хотя бы один публичный суд над кулаками, который побудил бы частных фермеров согласиться на коллективизацию. Обвинения в основном касались невыполнения крестьянами своих обязательств, критики коллективизации, подрывной деятельности в колхозах или подстрекательства крестьян против вступления в колхозы. Наказания были достаточно суровыми: вплоть до пожизненного заключения, содержания в исправительно-трудовых лагерях, конфискации всего имущества и даже смертные приговоры. Суды уже в полной мере функционировали в соответствии с коммунистической концепцией правосудия как послушного орудия борьбы с классовым врагом.

## Операция «К»

### Первая волна (ноябрь 1951 — май 1952)
Однако разворачивание политических процессов не стала для министров юстиции, внутренних дел и национальной безопасности достаточной мерой борьбы с «кулачеством». Поэтому эти три министра выпустили так называемый «директиву трех министров», которая была одобрена ЦК КПЧ. Согласно директиве, органы госбезопасности и прокуратуры должны были обеспечить более широкое применение наказания в виде запрета на проживание по делам о кулаках, которое должно было применяться не только к осуждённому, но и к его семье. Запрет на проживание мог выдаваться судами и национальными комитетами. Государственные власти полностью проигнорировали тот факт, что директива грубо противоречила конституции 1948 года (право на свободное проживание могло быть ограничено законом, но не министерской директивой). Переселённым лицам затем не разрешалось покидать назначенное им место жительства и работу, им разрешалось брать с собой только самые необходимые вещи из конфискованного имущества. Никаких средств правовой защиты против решения о переселении не было предусмотрено.
Главным гарантом и исполнителем централизованной «анти кулацкой акции» была госбезопасность, но в ней также активно участвовали функционеры КПЧ разного уровня, краевые и местные комитеты, министерство внутренних дел, министерство юстиции, министерство труда и социальных дел, министерство образования и просвещения. Первые переселения состоялись в ноябре 1951 года, но столкнулись со многими препятствиями: государственные хозяйства не были готовы принять переселяемых людей, а колхозы не были готовы принять и обустроить землю оставшуюся без хозяина. Поэтому в мае 1952 года секретарь ЦК Коммунистической партии Чехословацкой Республики Индржих Угер приостановил проведение всей операции для решения организационных вопросов. В ходе первой волны операции было переселено 58 семей, или же 240 человек (в основном женщины, дети и старики, так как крестьяне отбывали наказание в тюрьмах).

### Приостановление операции (май—октябрь 1952)
Приостановление выселения крестьянских семей не означало прекращения репрессий. Напротив, по предложению министра сельского хозяйства Йозефа Непомуцкого и при содействии министра образования и просвещения Зденека Неедлы летом и осенью 1952 года произошло исключение «кулацких» детей из средних школ и университетов. Произошла также очередная волна исключения «кулаков» из национальных комитетов и даже из добровольных пожарных команд. Без скандалов, были ликвидированы Объединённый союз чешских земледельцев и Объединённый союз словацких крестьян. Новая кредитная система также отменила «кампелички» (чеш. kampeličky, кредитные кооперативы для поддержки частного фермерства).
Затем сами крестьяне попали под действие правительственного указа, который увеличил продовольственную повинность для «кулаков» на 10% по сравнению с другими крестьянами. Для этой цели местные и районные национальные комитеты должны были составить списки «деревенских богачей». Месяц спустя районные комитеты получили полномочия увеличить налоги для «деревенских богачей» до 30%. Хотя некоторые местные комитеты отказались составлять эти списки, в марте 1953 года в списках «кулаков» значилось несколько тысяч фамилий. Хотя год спустя составление списков было отменено, эта практика фактически продолжалась до второй половины 1950-х годов.
Даже во время приостановки операции, суды продолжали выносить запреты на проживание, но поскольку центральная организация не функционировала, переселение происходило только в пределах краёв. В августе состоялось заседание Секретариата ЦК КПЧ, которое одобрило дальнейшие действия против «кулачества». Для координации деятельности отдельных министерств по борьбе с «кулачеством» была создана межведомственная группа. Вскоре министерство национальной безопасности издало новый секретный приказ, который возобновил «кулацкую» операцию с 1 ноября 1952 года.

### Вторая волна (ноябрь 1952 — июль 1953)
Государственные органы развернули операцию со всей мощью. В то время как 58 семей были переселены в ходе первой волны, которая длилась более семи месяцев, 193 семьи (129 чешских и 64 словацких) были переселены в течение первых двух месяцев второй волны (ноябрь и декабрь 1952 года). В первом квартале 1953 года было переселено 353 семьи (из них 58 словацких), во втором квартале года — 506 чешских и 112 словацких. В середине 1953 года, по данным центрального учёта МНБ, переселение пошло на убыль: в 3-м квартале 1953 года было переселено 225 чешских и 27 словацких семей. Жёсткие процедуры переселения после первой волны остались неизменными, изменились лишь их скорость, частота и организованность. Требования судебного или административного судопроизводства часто нарушались, поскольку уголовное судопроизводство было простой формальностью. Если в Чехии крупных конфликтов между сотрудниками госбезопасности и жителями деревень не наблюдалось, то в Словакии ситуация была более напряжённой, и соседи выселяемых семей гораздо чаще вступались за них.
Однако и во второй волне кулацкой операции стали возникать проблемы. Наиболее острым вопросом было финансирование переселения: только в первой половине 1953 года министерство внутренних дел выделило на эти цели 12 миллионов чехословацких крон, во второй половине года (после денежной реформы) более 49 миллионов крон. Однако переселение семей также оказалось контрпродуктивным, поскольку сельскохозяйственные кооперативы захватили «кулацкие» земли, но не имели соответствующей рабочей силы для их обработки. Перестать заниматься сельским хозяйством было невозможно, а близлежащим промышленным предприятиям было запрещено нанимать людей из сельского хозяйства. Единственным вариантом было подать заявку на трудоустройство в угольные шахты Остравы, которые имели приоритет перед сельским хозяйством. Колхозам пришлось перейти на экстенсивное ведение хозяйства, что привело к снижению урожайности. Однако представители коммунистов не заглядывали так далеко в аграрной политике; с их точки зрения коллективизация проходила весьма успешно: число колхозов увеличивалось, земли укрупнялись, колхозы переходили на более высокий уровень. А если и возникала какая-нибудь проблема, то виноваты в ней были «деревенские богачи».

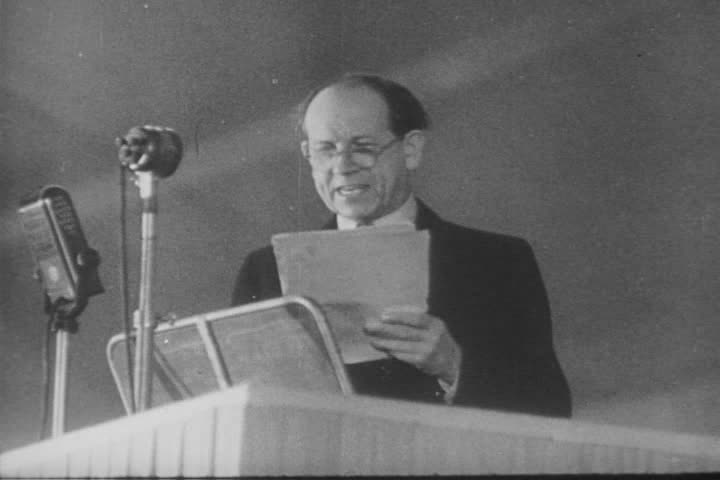
Антонин Запотоцкий, премьер-министр (1948–1953) и президент (1953–1957), на фото во время агитационной речи.

### Завершение операции (июль 1953 — январь 1954)
После смерти Сталина и Готвальда в марте 1953 года президентом стал Антонин Запотоцкий, а премьер-министром — Вильям Широкий. Одновременно с изменениями в партийной и государственной жизни, произошла переоценка приоритетов и ослабление антикулацкой пропаганды. Напряженность в сельской местности была смягчена майской амнистией, которая побудила многих крестьян выйти из колхозов. Борьба за власть в Советском Союзе заставила чехословацких политиков сомневаться в том, куда двигаться дальше, поэтому они отложили некоторые решения на будущее. В аграрной политике особенно возникли сомнения относительно того, действительно ли ликвидация «кулачества» приносит желаемые результаты.
Растущее недовольство населения режимом (в том числе из-за денежной реформы в июне 1953 года) вынудило коммунистических лидеров пойти на частичные и временные тактические уступки. Это нашло отражение в вопросе сельского хозяйства, когда в июле 1953 года министр национальной безопасности Карол Бацилек издал устный приказ о прекращении кулацкой операции. Однако это положило конец лишь централизованной организации переселения «кулаков», поскольку на областном и районном уровне выселения ещё некоторое время продолжались. Между тем ЦК КПЧ принял точку зрения, что при создании колхозов нельзя применять насилие, и впоследствии были приняты меры, отменявшие списки кулаков и обязанность делать повышенные поставки, ограничивавшие уголовные полномочия национальных комитетов (только суды могли налагать запреты на проживание) и даже позволявшие оказывать финансовую помощь частным фермерам.
18 января 1954 года ЦК КПЧ окончательно отменил «директиву трех министров», поскольку «из-за недостаточной политической поддержки и неправильного осуществления операция не достигла своей цели». Причиной этого, среди прочего, было: незаконность переселения, однако никто не был наказан за предыдущие противоправные действия и, наоборот, меры, связанные с переселением, остались в силе. В том же году Министерство внутренних дел окончательно подвело итоги всей операции: с октября 1951 года по начало 1954 года в Чехословакии было переселено 3–4 тысячи семей.

## Завершение коллективизации и её последствия

### Завершение коллективизации (1954—1960)
Однако ослабление процесса коллективизации оказалось лишь временным. Уступки были всего лишь тактическим манёвром, а не проявлением «мудрости» режима. X съезд КПЧ в середине 1954 года, пытаясь противостоять растущему числу исключений из колхозов и государственных хозяйств, призвал вновь ужесточить наказания для «неисполнителей» и «кулаков-вредителей». Коммунистический режим вновь усилил подстрекательскую пропаганду и, в отличие от Польши, Венгрии или ГДР, не допускал существования частного сектора в Чехословакии и настаивал на ликвидации частного сельского хозяйства. После консультаций с СССР, ЦК КПЧ принял решение последовательно проводить политику ограничения и подавления «кулачества», а правительство издало указ, обязывающий крестьян, неспособных выполнить поставки, передавать свои земли государству. «Кулаков» в конечном итоге разрешили принимать в сельскохозяйственные кооперативы, но только в те, которые были бы стабильны и, следовательно, не могли бы быть разрушены влиянием «деревенских капиталистов». В июле 1960 года президент Антонин Новотный торжественно объявил о победе социализма в Чехословакии. В это же время прекратилось организованное сокращение и ликвидация крестьянства, поскольку в этом больше не было необходимости. Если в 1949 году «деревенские богачи» (владельцы 20–50 га) управляли 35 159 фермами, то в 1957 году их было всего 1 251. Численность фермеров и их престиж стремительно падали, а крестьянское происхождение становилось обузой при получении работы или образования. Только самые закаленные крестьяне продолжали заниматься частным хозяйством, остальные вступали в колхозы или «бежали» в города.
Однако сельскохозяйственные кооперативы были задуманы как всего лишь промежуточный этап. Необходимо было осуществить переход от коллективной кооперативной собственности к идеалу «общей собственности всех людей». В 1960–1970-х годах происходил процесс объединения кооперативов в более крупные объединения, однако социалистический идеал так и не был достигнут.

### Последствия коллективизации
Поскольку коммунисты строили коллективное хозяйство только на политико-идеологической основе, а не на экономической, после падения коммунистического режима в 1989 году объединенные сельскохозяйственные кооперативы начали распадаться или принципиально адаптироваться к принципам рыночной экономики. Также проходила реституция имущества, но лишь некоторые из бывших фермеров или их потомков вернулись к сельскому хозяйству. Новые владельцы продавали или сдавали в аренду другую собственность более крупным землевладельцам, которые начинали владеть фермами площадью от 100 до 500 га. Однако возвращение сельского хозяйства к состоянию до коллективизации также не было желательным. Развитие событий в Западной Европе (особенно во Франции) показало, что процесс консолидации земель приводит к более экономически выгодной экономике. В то время как в Западной Европе консолидация земель достигалась путем скупки земель у менее успешных фермеров, в странах Восточного блока, включая Чехию и Словакию, это было достигнуто посредством репрессий со стороны коммунистического режима, что оставило после себя миллионы жертв, разрушило соседские отношения и оставило неизгладимое чувство несправедливости, которое трудно исправить сегодня.
Подавляющее большинство зачинщиков насильственной коллективизации остались безнаказанными. Районный суд Оломоуца, вынес новаторский вердикт в 2010 году, когда приговорил бывшего председателя местного национального комитета в Брничеке Ладислава Накладала к двум годам условно за его роль в принудительном выселении местной крестьянской семьи в рамках «кулацкой операции». Накладал подал апелляцию в Оломоуцкий краевой суд, который в марте 2011 года приговорил его к полутора годам условно.